# Dog Days Are Over
"Dog Days Are Over" is een nummer van de Britse groep Florence and the Machine. Het nummer verscheen op hun debuutalbum Lungs uit 2009. Op 1 december 2008 werd het nummer uitgebracht als de tweede single van het album.

## Achtergrond
"Dog Days Are Over" is geschreven door zangeres Florence Welch en toetsenist Isabella Summers. Het nummer is geïnspireerd door een grote tekst met de titel "Dog Days Are Over" door artiest Ugo Rondinone, die Welch iedere dag zag op Waterloo Bridge. De B-kant van de single bestaat uit een cover van het nummer "You Got the Love" van The Source en Candi Staton.
"Dog Days Are Over" werd oorspronkelijk geen grote hit en bleef steken op de 89e plaats in de Britse hitlijsten. Na diverse optredens in televisieprogramma's en het gebruik in commercials verkreeg het echter steeds meer bekendheid en keerde het in januari 2010 terug in de hitlijsten. Als reactie hierop werd het nummer op 11 april 2010 opnieuw uitgebracht als single en bereikte het de 23e plaats in het thuisland van de groep. Ook in de Verenigde Staten werd het een hit nadat de band het nummer uitvoerde tijdens de MTV Video Music Awards in 2010, met een 21e plaats als hoogste notering. In Nederland behaalde de single geen hitlijsten, terwijl in Vlaanderen de 21e positie in de Ultratop 50 werd bereikt.
Voor "Dog Days Are Over" zijn twee verschillende videoclips gemaakt. De eerste video verscheen ter promotie van de oorspronkelijke uitgave van het nummer en bevat Welch die in een bos wordt achtervolgd door een groep mensen die zijn verkleed als clowns en andere circusartiesten. Uiteindelijk struikelt zij, waarop de groep haar aankleedt naar hun beeld. Uiteindelijk danst Welch met de groep mee. Voor de heruitgave van het nummer in 2010 werd een nieuwe videoclip gemaakt; op de vraag waarom er een nieuwe clip werd gemaakt, antwoordde Welch: "Het origineel was zo goedkoop. Het was een videocamera in het bos, met mijn vader en sandwiches van Marks & Spencer." In de tweede clip danst Welch in een witte ruimte, waarin zij gedurende de video bijgestaan wordt door steeds meer mensen. Aan het eind laat zij al deze mensen weer verdwijnen, totdat zij weer alleen in de ruimte staat.

## NPO Radio 2 Top 2000
| Nummer met noteringen in de NPO Radio 2 Top 2000 | '16  | '17  | '18  | '19  | '20  | '21  | '22  | '23 | '24 |
| ------------------------------------------------ | ---- | ---- | ---- | ---- | ---- | ---- | ---- | --- | --- |
| Dog Days Are Over                                | 1582 | 1905 | 1293 | 1291 | 1384 | 1224 | 1267 | 755 | 756 |

1. ↑  Een vetgedrukt getal geeft de hoogste notering aan.
2. ↑  2016 was het eerste jaar met een notering voor dit nummer.